# Улица Хачатура Абовяна (Тбилиси)
Улица Хачатура Абовяна (груз. ხაჩატურ აბოვიანი ქუჩა) — улица в Тбилиси, в историческом районе Старый город, в старейшем городском районе Кала, в средние века находилась под защитой городских крепостных стен.
Проходит от улицы Або Тбилели к улице Коте Абхази.

## История
Возникла не позднее 40-х годов XVII века, когда царь Ростом построил здесь новый царский дворец. Указана Александром Пищевичем на плане Тифлиса 1785 года. В списке улиц Тифлиса, составленном в 1841 году, обозначена как улица Дворянская.
В 1924 году переименована в Крестьянскую улицу, с 1938 года — улица Хачатура Абовяна.
Современное название в честь Хачатура Абовяна (1809—1848?), основоположника новой армянской литературы и нового литературного языка (на основе восточноармянского диалекта вместо устаревшего грабаре), педагога и этнографа.
Старинная застройка улицы не сохранилась, поскольку весь её район был разорён персами во время нашествия Ага Магомет хана (1795).

## Достопримечательности
д. 41 — церковь Норашен.